# Oarecare
Oarecare è un singolo del cantautore romeno Smiley, pubblicato il 17 aprile 2015.
Il brano è stato usato nelle pubblicità della Telekom Romania.

## Video musicale
Il video è stato pubblicato il 23 aprile 2015 e diretto da Iulian Moga. La clip è una parodia dei film tipico anni venti (essendo in bianco e nero, i personaggi vestiti specialmente per creare una perfetta sintonia con il videoclip).